# International Tennis Championships 1995
L'International Tennis Championships 1995 è stato un torneo di tennis giocato sulla Terra Har-Tru.
È stata la 3ª edizione dell'International Tennis Championships, che fa parte della categoria ATP World Series nell'ambito dell'ATP Tour 1995.
Si è giocato a Coral Springs in Florida, dal 15 maggio al 22 maggio 1995.

## Campioni

### Singolare
Todd Woodbridge ha battuto in finale  Greg Rusedski con il punteggio di 6–4, 6–2

### Doppio
Todd Woodbridge /  Mark Woodforde hanno battuto in finale  Sergio Casal /  Emilio Sánchez con il punteggio di 6–3, 6–1